# Silberau
Die Silberau ist eine Insel im Unterlauf der Lahn. Sie gehört zum Gebiet Stadt Bad Ems. Sie liegt ganz im Westen des Stadtgebiets, nahe der Grenze zur Ortsgemeinde Nievern.

## Geographie
Die Insel ist 1,2 km lang und im unteren Teil maximal 180 Meter breit. Sie ist erreichbar über die neue Remybrücke, die den östlichen, flussaufwärts gelegenen Teil der Insel überspannt. Davon zweigt die Inselstraße „Auf der Silberau“ ab. Die „Silberaustraße“ dagegen ist die nordöstliche Fortsetzung der Remybrücke auf der rechten Seite der Lahn.
Die Silberau beherbergt das Kreishaus, die Kreisverwaltung des Rhein-Lahn-Kreises, mit der Straßenanschrift Auf der Silberau 1. Das Gebäude wurde 1983 neu erbaut. Vorher hatte an dieser Stelle bis zum 13. Dezember 1967 das Oberbergamt Rheinland-Pfalz seinen Sitz. 1967 wurde die Insel von der Stolberger Zink AG an die Stadt Bad Ems verkauft.
Außerdem liegen auf der Insel die 2010 neu eröffneten Sportanlagen:
- Sportstadion „Auf der Silberau“
- Sporthalle Silberau (Silberau-Halle)
- Tenniszentrum

## Geschichte
Die Silberau entstand 1852 bis 1855 durch den Ausbau der Lahn und die Anlage des 1200 Meter langen Schleusengrabens, der orographisch links verläuft und die rechte Flussbiegung abkürzt. Das Gebiet wurde im Volksmund „Hexengreen“ genannt und war früher Hinrichtungsstätte von Hexen. Grundbuchamtlich heißt die Flur „Auf'm Gründ“.

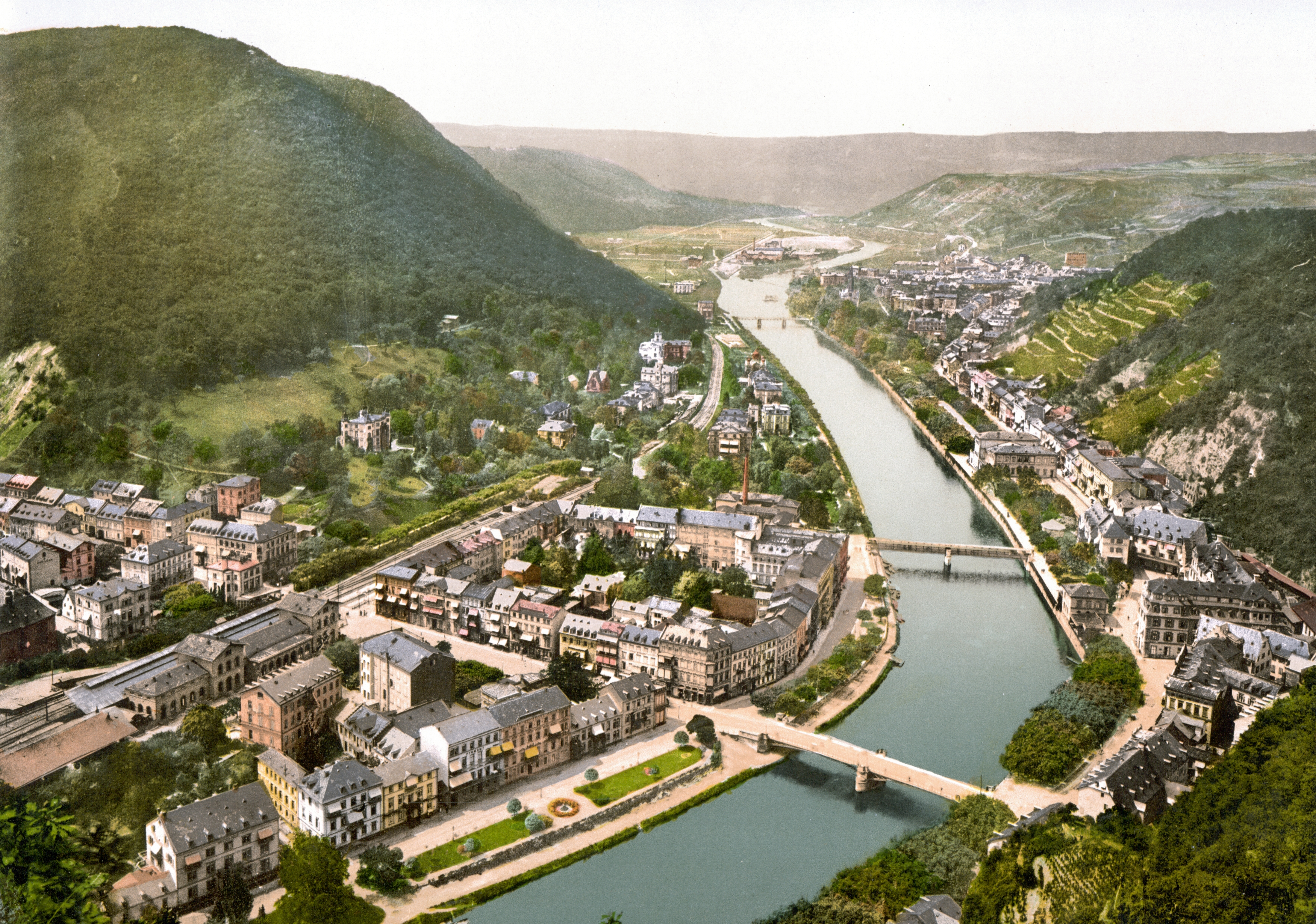
Bad Ems 1900 mit der Silberau im Hintergrund

Die Gewerkschaft Remy und Hofmann erwarb 1859 von der Stadt 13 Hektar Gelände für 3.000 Gulden zur Errichtung einer Aufbereitungsanlage auf der „Werksinsel“.
Bis März 1945 war in Bad Ems der Erzbergbau ein wichtiger Arbeitgeber, die Zentralaufbereitung Silberau war darüber hinaus bis 1959 in Betrieb, es wurden Haldenbestände sowie Fremderz geschieden.
1860 erfolgte die Einweihung der alten Remybrücke (benannt nach der Gewerkschaft Remy und Hofmann) für Werksbahn und Fußgänger.
Der wohl 2000 Jahre alte Erzbergbau für Blei, Zink, Silber in Bad Ems, mit der tiefsten bekannten Sohle 680 Meter, wurde nach Überflutung der Gruben durch Stromausfall bei Kriegsende 1945 eingestellt. Die Werksbahn fuhr noch bis 1952, und die Aufbereitungsanlage auf der Insel Silberau arbeitete noch bis 1959 weiter. Die Erze kamen u. a. von der Grube Mühlenbach bei Arenberg, aus der Grube Holzappel, der Blei- und Silberhütte Braubach und der Grube Gute Hoffnung bei Werlau. Die moderne Anlage gehörte zu der größten ihrer Art in Europa.
Am 13. Dezember 1967 verließ das Oberbergamt Rheinland-Pfalz, dessen Gebäude später die Kreisverwaltung bezog, die Insel. Dieses alte Gebäude hatte bis zum Beginn der Neubauarbeiten quasi „Gleisanschluss“. Reste der Grubenbahnschienen liegen heute noch vor der alten Remybrücke.